# Pristimantis subsigillatus
Espèce
Synonymes
- Hylodes subsigillatus Boulenger, 1902
- Eleutherodactylus subsigillatus (Boulenger, 1902)

Statut de conservation UICN

 LC  : Préoccupation mineure
Pristimantis subsigillatus est une espèce d'amphibiens de la famille des Craugastoridae.

## Répartition
Cette espèce se rencontre entre 100 et 670 m d'altitude, :
- dans l'ouest de l'Équateur de la province d'Esmeraldas à la province du Guayas ;
- en Colombie dans les départements de Cauca et de Nariño.

## Description
La femelle holotype mesure 35 mm.

## Publication originale
- Boulenger, 1902 : Descriptions of new Batrachians and Reptiles from North-western Ecuador. Annals and Magazine of Natural History, sér. 7, vol. 9, p. 51-57 (texte intégral).